# Волгореченск
Волгоре́ченск — город областного значения в Костромской области России. Административный центр городского округа город Волгореченск.

## География
Город Волгореченск расположен в одном из самых живописных мест европейской части центральной России — на правом берегу великой русской реки Волги, в 42 км к юго-востоку от города Костромы — административного центра Костромской области. С внешней транспортной сетью Волгореченск связан автомагистралью республиканского значения Ярославль — Кострома — Иваново (расстояние до Иваново — 60 км, до Ярославля — 110 км).
Ближайшие к городу населённые пункты: город Приволжск Ивановской области расположен в 12 км от Волгореченска по автодороге Кострома — Иваново; посёлок Красное-на-Волге находится в 6 км вниз по течению р. Волги; село Сидоровское расположено на правом берегу р. Шача в 3 км от города.
На севере территория городского округа город Волгореченск граничит с Красносельским районом Костромской области. Далее с севера и северо-востока граница городского округа город Волгореченск проходит по правому берегу р. Волга и доходит до слияния с р. Шача. С восточной стороны граница городского округа город Волгореченск проходит по левому берегу р. Шача. С юго-восточной стороны обособленная территория городского округа город Волгореченск граничит с землями КСП «Сидоровский» Красносельского района Костромской области. С юга территория городского округа город Волгореченск граничит с Приволжским районом Ивановской области. С юго-запада, запада и северо-запада, пересекая шоссейную дорогу федерального значения Кострома — Иваново, граница городского округа город Волгореченск проходит смежно с территорией муниципального образования «Город Нерехта и Нерехтский район» Костромской области и выходит в исходную точку границы городского округа город Волгореченск с северной стороны.
Город занимает территорию площадью 17,8 км².
К Волгореченску проложена однопутная тупиковая железнодорожная линия Фурманов-Волгореченск. Водные связи осуществляются по реке Волге.

## История
Волгореченск появился в 1964 году как посёлок городского типа (рабочий посёлок). Его рождение было связано с началом строительства энергетического гиганта 60-х годов — Костромской ГРЭС, название по расположению на реке Волга. Посёлок строился на землях Сидоровского сельсовета Красносельского района Костромской области. В то время эти края считались глубинкой Костромского края: электричество в деревни было проведено только в 50-е годы, дорог и мостов не было. Основным средством сообщения была река Волга. С 1964 до 1994 рабочий посёлок Волгореченск находился в административном подчинении города Костромы (Костромского горсовета).
В соответствии с решением Костромской областной Думы от 16 июня 1994 года Волгореченск был преобразован в город, при этом получил статус областного значения. С 2005 года в рамках организации местного самоуправления он образует одноимённое муниципальное образование городской округ город Волгореченск. В 2014 году из состава Нерехтского района в административное подчинение города областного значения были переданы две деревни Микшино и Ряполово, вошедшие в городской округ город Волгореченск. В 2015 году деревня Ряполово была упразднена.

## Население
| 1970    | 1979    | 1989    | 2001    | 2002    | 2003    | 2005    | 2007    | 2008    |
| ------- | ------- | ------- | ------- | ------- | ------- | ------- | ------- | ------- |
| 7828    | ↗13 253 | ↗15 966 | ↗19 000 | ↘18 164 | ↗18 200 | ↘17 900 | ↘17 700 | ↘17 565 |
| 2009    | 2010    | 2012    | 2013    | 2014    | 2015    | 2016    | 2017    | 2018    |
| ↗17 632 | ↘17 104 | ↘17 032 | ↘16 868 | ↘16 768 | ↗16 804 | ↘16 701 | ↘16 653 | ↘16 539 |
| 2019    | 2020    | 2021    |         |         |         |         |         |         |
| ↘16 375 | ↘16 276 | ↘14 355 |         |         |         |         |         |         |

На 1 января 2025 года по численности населения город находился на 803-м месте из 1124 городов Российской Федерации.
Национальный состав
По итогам переписи населения 2020 года проживали следующие национальности (национальности менее 0,1 % и другое, см. в сноске к строке «Другие»):
| Национальность | Численность, чел. | Доля     |
| -------------- | ----------------- | -------- |
| Русские        | 13 582            | 94,62 %  |
| Украинцы       | 70                | 0,49 %   |
| Белорусы       | 31                | 0,22 %   |
| Татары         | 27                | 0,19 %   |
| Армяне         | 23                | 0,16 %   |
| Другие         | 622               | 4,32 %   |
| Итого          | 14 355            | 100,00 % |

## Социальная сфера и образование

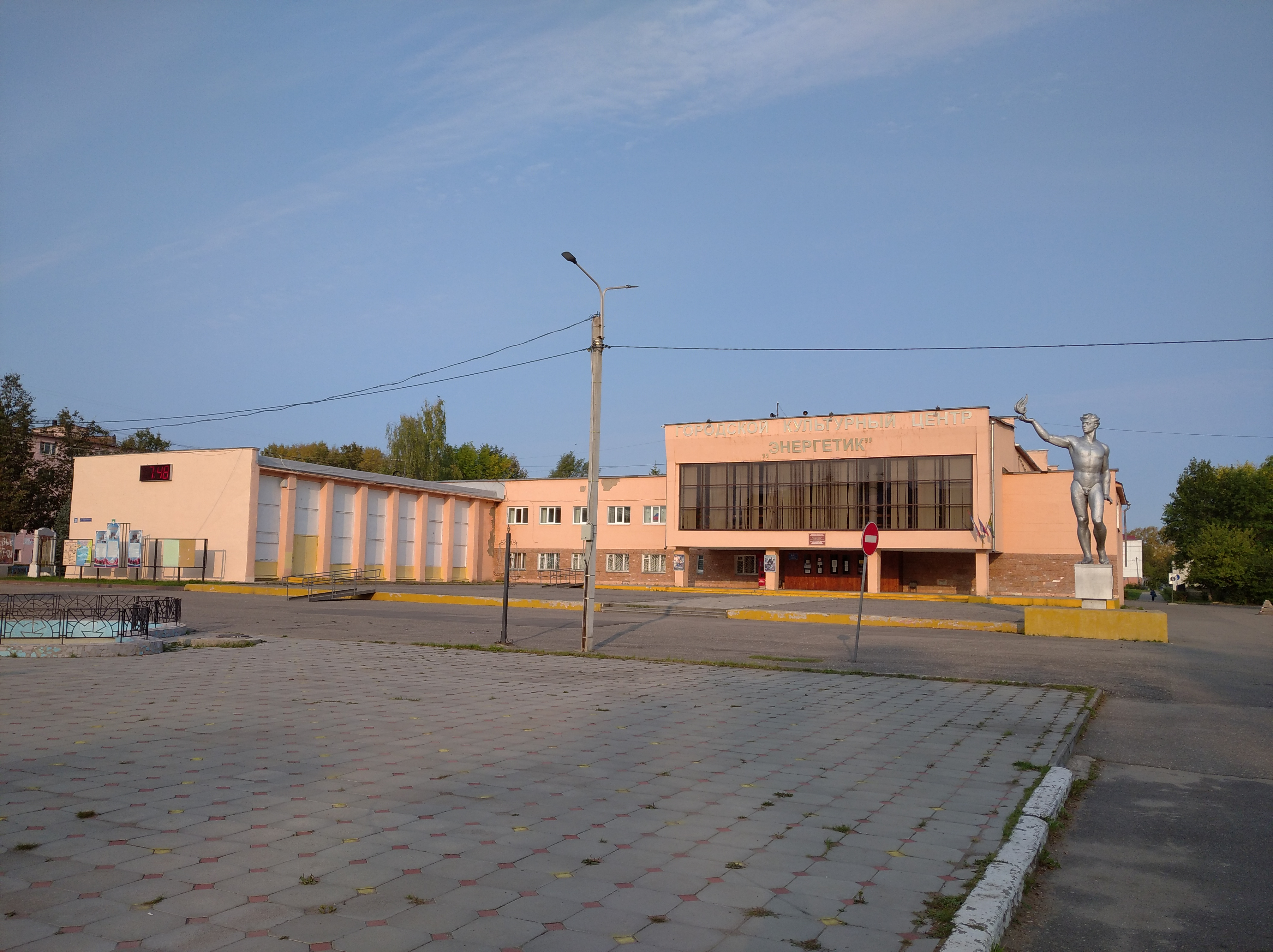
Культурный центр «Энергетик» и скульптура «Прометей»

В 2021 году в Волгореченске было 11 образовательных учреждений.
Есть Волгореченская городская больница.
В городе имеются центры — культурный, молодёжный, социального обслуживания населения, детская школа искусств (хореография и музыка), детская художественная школа (скульптура, декоративно-прикладное искусство, живопись и графика). В августе 2008 года введён в эксплуатацию стадион.
В 1999, 2002, 2003 годах Волгореченск получал звание самого благоустроенного населённого пункта Костромской области.
В городе шесть детских садов, две общеобразовательных школы и общеобразовательный лицей им. Н. П. Воробьёва, промышленный техникум.
С 1999 года проводится ежегодный Межрегиональный фестиваль патриотической песни «России верные сыны».
В 2001 году в городе открыт Историко-краеведческий центр.

## Экономика
На территории города зарегистрированы 274 организации и 359 индивидуальных предпринимателя, в том числе:
- филиал «Костромская ГРЭС» АО «Интер РАО Электрогенерация»
- ОАО «Газпромтрубинвест»
- ОАО «РСП ТПК КГРЭС»
- Костромской филиал ООО «КВАРЦ Групп»
- ЗАО «Волгасфат»
- ОАО «Волгореченскрыбхоз» — разведение осетра и карпа.
- ООО «БучинСтрой»
- ОАО «Чайный Гриб» — производитель чая и чайного гриба.

Объём промышленного производства в 2012 году составил свыше 27 млрд руб. (108,4 % к 2011 г.), за первое полугодие 2013 года объём промышленного производства вырос на 109,9 % к соответствующему периоду с начала прошлого года. Объём производства на душу населения в 2012 году составил 1,6 млн руб.

## Общественный транспорт

### Автобусное сообщение
В Волгореченске действует система городского и пригородного общественного транспорта. Муниципальный (МУП «Волгореченское ПАТП») и частный (ООО «Турбо-Форвард») перевозчики обслуживают маршруты автобусами малого и среднего класса.
Городские маршруты:
- № 2 19 Квартал — Пристань
- № 2к 19 Квартал — Автостанция
- № 3 19 Квартал — Трубный завод

Пригородные и междугородние маршруты:
- № 122 Кострома — Волгореченск
- № 125 Волгореченск — Кострома (площадь Широкова)
- № 137 Приволжск — Волгореченск
- № 138 Волгореченск — Светочева Гора
- № 163 Нерехта — Волгореченск
- № 214 Волгореченск — Красные Пожни
- № 1552 Волгореченский трубный завод — Благовещенский арматурный завод

Проходящие маршруты:
- № 550 Иваново — Кострома
- № 563 Вологда — Иваново
- № 932 Уфа — Ярославль
- № 949 Иваново — Кострома
- № 950 Кострома — Владимир
- № 2428 Кострома — Нижний Новгород (ТПУ Канавинский)
- №э733 Кострома — Нижний Новгород (ТПУ Канавинский)

### Железнодорожное сообщение
Железнодорожное сообщение представлено грузовой станцией Волгореченск, которая обслуживает завод ООО «Нов Кострома», ТПК Союз Волгатрубопрофиль и Костромскую ГРЭС. Станция открыта в 1969 году. На станции сооружены пассажирские платформы, однако пассажирского движения длительное время отсутствовало. 22 сентября 2023 года запущены пригородные пассажирские поезда РА-3 «Орлан» сообщением Иваново — Волгореченск и Фурманов — Волгореченск.

## СМИ

### Телевидение
Костромской филиал ФГУП «РТРС» обеспечивает на территории города приём первого (46 ТВК) и второго (43 ТВК) мультиплексов цифрового эфирного телевидения России из деревни Новинки.
Телеканал «Волгореченск ТВ» (создан в 1999 году) вещает в кабельных сетях.
Ранее в городе работал телеканал «Волгореченск плюс».

### Радио
Радиостанция «Радио Волгореченска» осуществляет эфирное вещание на частоте 104,4 МГц.

### Пресса
Общественно-политическая газета «Волжский еженедельный курьер»

## Достопримечательности
При въезде в Волгореченск на пологом холме возвышается Свято-Тихоновский собор, построенный в 1996—2006 годах.
В 1975 году на центральной площади города установлена скульптура Прометея высотой 5 метров. Она была выполнена в античном стиле и стала первой в СССР скульптурой обнажённого человека. Авторы — скульптор А. Д. Казачок и архитекторы В. Азаров и Г. Миронов.
В центре города установлен Монумент славы в честь солдат, тружеников тыла, детей войны. Отреставрирован в 2015 году.
В 2014 году на площади Первостроителей к юбилею города открыли чёрный куб с капсулой, содержащей в себе послание к будущим поколениям. На куб нанесены фотографии города и краткие факты из его истории.
Пушка — гаубица времен Великой Отечественной войны, установленная возле военкомата.
Фрагмент дороги XIX века (т. н. «Екатерининка»), ведущей на Макарьевскую ярмарку.
Часовня поклонения, освещена в память о воинах, погибших в Афганистане и Чечне.

## Люди, связанные с городом
- Гумеров, Флун Фагимович — депутат Костромской областной Думы от избирательного округа, в который входит Волгореченск;
- Воробьёв, Николай Павлович — почётный житель города Волгореченска, Герой Советского Союза (1944);
- Тюрина (Лоскутова), Вера Сергеевна — российская баскетболистка. Мастер спорта России.